# Communauté de communes La Fleur du Nivernais
La communauté de communes La Fleur du Nivernais est une ancienne communauté de communes française, située dans le département de la Nièvre et la région Bourgogne-Franche-Comté.

## Composition
Elle était composée des communes suivantes :
| - Amazy - Asnois - Dirol - Flez-Cuzy - Lys - La Maison-Dieu - Metz-le-Comte - Moissy-Moulinot - Monceaux-le-Comte - Neuffontaines | - Nuars - Ruages - Saint-Aubin-des-Chaumes - Saint-Didier - Saint-Germain-des-Bois - Saizy - Talon - Tannay - Teigny - Vignol |  |

## Historique
Elle fusionne avec deux autres intercommunalités pour former la communauté de communes Tannay-Brinon-Corbigny au 1er janvier 2017.

## Sources
- Le SPLAF (Site sur la Population et les Limites Administratives de la France)
- La base ASPIC